# Ivonne Ortega Pacheco
Ivonne Aracelly Ortega Pacheco (Dzemul, Yucatán; 26 de noviembre de 1972) es una política mexicana, miembro del partido Movimiento Ciudadano. Fue gobernadora de Yucatán de 2007 a 2012. También ha sido senadora, diputada federal, diputada local y presidenta municipal de Dzemul.

## Carrera política
Fue presidente municipal de Dzemul en 1998, a sus 25 años, de donde además es originaria. Fue después elegida como diputada local en 2001. En 2003, diputada federal por el II Distrito Federal de Yucatán en la LIX Legislatura y en 2006 fue elegida como senadora de primera minoría por el estado de Yucatán. En 2007, se convirtió en la primera mujer gobernadora electa de Yucatán.

### Presidenta municipal
Ivonne fue la primera mujer elegida como presidenta municipal en su municipio. En una elección con el 84.06 % de participación ciudadana, obtuvo el 54 % del total de los votos. Como presidenta municipal, promovió el desarrollo turístico y educativo, además, impulsó la creación de infraestructura con lo que logró reducir la tasa de desempleo.

### Diputada local de Yucatán LVI Legislatura
En 2001 fue elegida como diputada local por el distrito VIII con el 54.59 % de los votos. Como diputada local promovió la creación de la Comisión de Equidad y Género en el Congreso del Estado, misma que presidió, y organizó un foro que aportó diversas iniciativas de ley para reformar disposiciones contra la violencia familiar.
El huracán Isidoro fue el fenómeno natural de mayor impacto destructivo de todos los ocurridos en el país durante  2002, y específicamente, la zona de más afectaciones fue el distrito local por el que Ivonne fue diputada. Las pérdidas económicas ascendieron a cerca de 6,500 millones de pesos en todo el estado. Como diputada Ivonne gestionó apoyos para ayudar a los damnificados.

### Diputada federal LIX Legislatura
En 2003 contendió para ser diputada por el II Distrito Federal Electoral y ganó la elección con el 51.68 % de los votos. Como legisladora ocupó la secretaría de la Comisión de Pesca, desde donde aportó la Ley General de Pesca y Acuacultura que establece la regulación de la pesca sustentable y se realizó en consenso de pescadores y empresarios. Fue integrante también de la Comisión de Salud y de la Comisión Especial de prospectiva para la definición del futuro de México, así como integrante de la segunda Comisión de Trabajo de la Comisión Permanente.

### Senadora LX Legislatura
En 2006 Ivonne contendió para ser senadora y fue elegida por el Principio de Primera Minoría con el 29.56 % de los votos. Al inicio de la legislatura, fue elegida secretaria de la Mesa Directiva.

### Gobernadora de Yucatán

#### Campaña
El 26 de octubre de 2006 Ivonne pidió licencia a su cargo de senadora para estar en condiciones de participar en el proceso interno para la definición de la candidatura al Gobierno del Estado.
Entre diciembre de 2006 y enero de 2007, el PRI realizó su proceso de elección. En él, se inscribieron 6 precandidatos a la gubernatura del estado: Carlos Sobrino Sierra, Orlando Paredes Lara, Carlos Rubén Calderón Cecilio, Eric Rubio, Ivonne Ortega Pacheco y Dulce María Sauri. El Comité Ejecutivo Nacional del PRI acordó, junto con los seis aspirantes tricolores, que el método de selección de la candidatura sería a través de una encuesta, la cual llevaría a cabo la empresa Consulta Mitofsky. El resultado de este estudio de medición electoral dio ventaja Ivonne con 36 % de preferencia, dejando atrás a Dulce María Sauri con 21 % y a Eric Rubio, con un 18 %.
El 26 de febrero de 2007 se sumaron a su candidatura el Partido Verde Ecologista de México y el Partido Alianza por Yucatán, con lo cual fue la candidata que más apoyo partidario tuvo al ser postulada por 3 partidos políticos que igualmente formaron una coalición para competir por las 25 diputaciones locales y 106 ayuntamientos.
Empezada la campaña comenzaron a evidenciarse apoyos gubernamentales a favor del candidato del blanquiazul e incrementó la presencia de funcionarios federales en la entidad, donde anunciaron una serie de programas de combate a la pobreza, estancias infantiles y entregaron recursos al gobernador por 1,200 millones de pesos que se negociaron adicionalmente a la propuesta inicial del PEF y cuyo origen fue del Fondo de Contingencia.
El presidente Calderón visitó la entidad para realizar una entrega de cheques a productores agrícolas, inaugurar un tramo del periférico de Mérida y dar credenciales del seguro infantil en el Hospital Regional de Alta Especialidad. Asimismo, reiteró que a los productores del campo “les va a ir mejor”, porque se autorizó un presupuesto récord para el sector de 176 mil millones de pesos en todo el país.
El gobernador Patricio Patrón, realizó una gira por municipios del oriente, donde entregó apoyos a productores de 20 comisarías por un monto de inversión de alrededor de 1 millón de pesos.
Un día antes de la elección, en el municipio de Tixkokob, fue capturado por ciudadanos el hermano del gobernador, Antonio Patrón, comprando credenciales de elector. Patrón fue rescatado por elementos antimotines de la policía estatal, quienes arrojaron gases lacrimógenos a los pobladores para que el hermano del gobernador huyera conduciendo su propia camioneta. Según varios testigos, en su huida arrolló a dos motociclistas y golpeó y dejó severamente dañados tres vehículos.

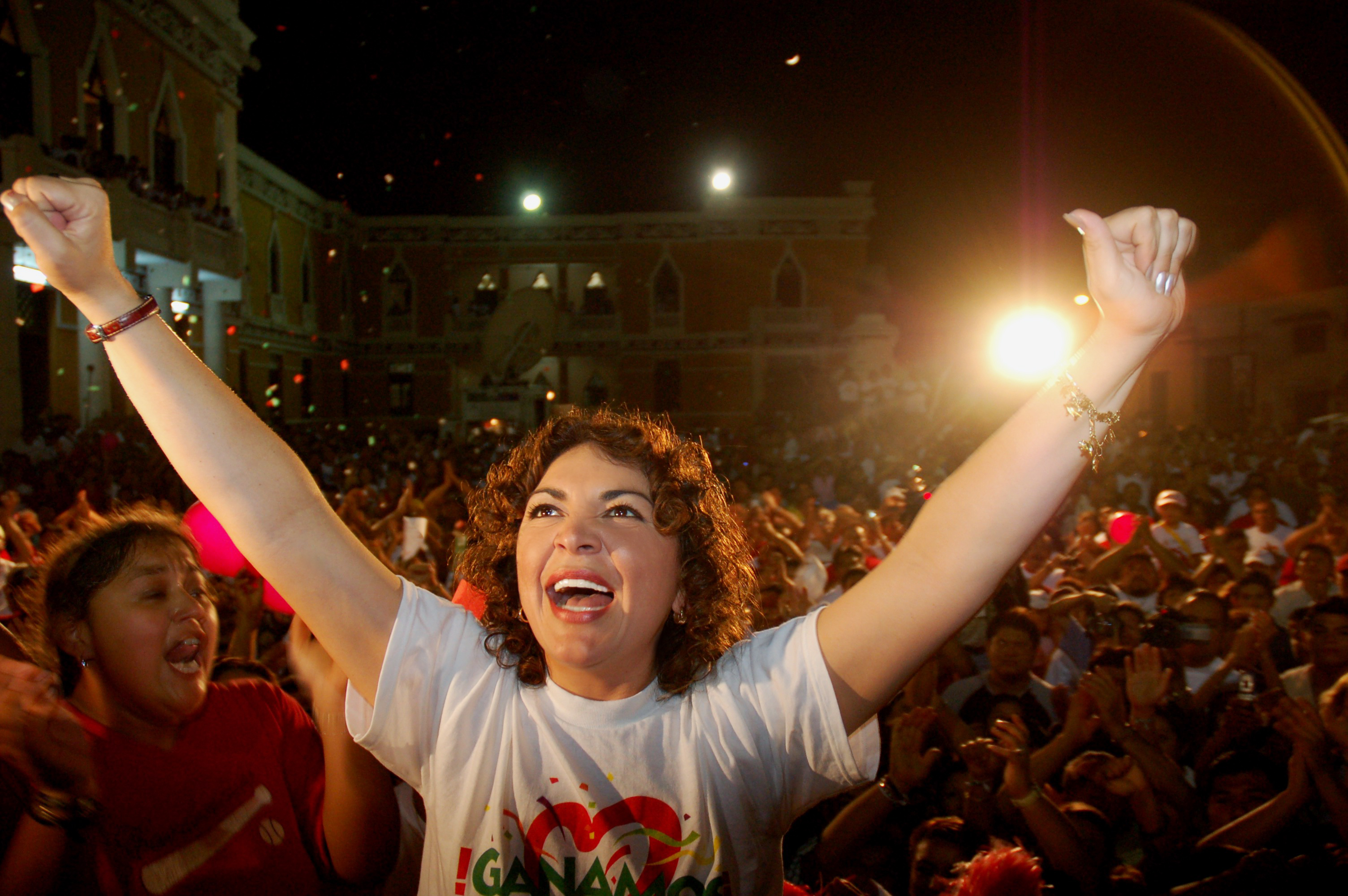
Ivonne Ortega. 20 de mayo de 2007.

A pesar de esto, Ivonne, a sus 34 años, ganó la elección con el 49.92 % de los votos y por una diferencia a su favor de 7.46 puntos porcentuales. El candidato del PAN Xavier Abreu Sierra, reconoció de inmediato su derrota. El triunfo de Ivonne representó la primera derrota electoral para el PAN desde que el presidente Felipe Calderón Hinojosa llegó a la presidencia, quien la felicitó por su victoria.
El 27 de mayo del mismo año recibió la constancia de mayoría de la elección como gobernadora de Yucatán.  Ejerció el gobierno del estado del 1 de agosto de 2007 al 30 de septiembre de 2012.

#### Seguridad
Desde finales de 2006 el presidente Felipe Calderón inició una guerra contra narcotráfico que generó una crisis de inseguridad nacional. 
La crisis alcanzó a Yucatán, donde las autoridades policiacas recibieron amenazas de muerte de parte del crimen organizado que les exigía el retiro de los retenes instalados en la entidad para evitar el tráfico de enervantes. En agosto de 2008 fueron encontrados 12 cuerpos decapitados cerca de Mérida, la capital del estado. Fue publicado un video en YouTube de la ejecución y decapitación de al menos siete de las 12 personas ejecutadas. La fiscalía informó que 11 de los 12 hombres decapitados tenían antecedentes penales y trabajaban para el crimen organizado. Dos días después del hallazgo de los cuerpos fueron detenidas 3 personas quienes confesaron el crimen.
Ivonne reforzó la seguridad en la entidad, realizó una inversión histórica en los rubros de seguridad y justicia con lo que mejoraron las condiciones laborales de los policías y lograron garantizarles capacitación continua, seguros de vida dignos y el derecho real a obtener un crédito para vivienda. Del mismo modo, el gobierno invirtió en armamento y municiones, radiocomunicación, video-vigilancia y equipo informático.
Yucatán se posicionó como el estado más seguro de México durante su gobierno. En 2011 registró 1.4 en el índice de inseguridad, el más bajo de todo el país, la media nacional fue de 43.6.
La tasa de homicidios en 2012 fue de 2 por cada 100 mil habitantes, en tanto que la media nacional fue de 22 por cada 100 mil habitantes. A su vez, el estado obtuvo el primer lugar en Percepción de Seguridad, donde el 79.9 % de mayores de 18 años lo consideraron un estado seguro, en comparación con la media nacional de 31.1%.

#### Parque Científico y Tecnológico
En 2008 se publica el decreto oficial que crea el Sistema de Investigación, Innovación y Desarrollo Tecnológico del Estado de Yucatán (SIIDETEY) como resultado de la articulación entre el gobierno y las principales Instituciones de Educación Superior de la región. Se creó con dos objetivos: facilitar que los investigadores Yucatán desarrollen conjuntamente proyectos de investigación para atender temas locales de prioridad para Yucatán, y para ser el interlocutor entre las instituciones de investigación y el gobierno del Estado para obtener financiamiento que impulse el desarrollo de la ciencia y la tecnología.
Posteriormente, en 2009, se anunció la creación del Parque Científico y Tecnológico de Yucatán con el que se facilitaría la infraestructura para articular y fortalecer las capacidades científicas y tecnológicas locales y así potenciar la innovación en la región.
Inicialmente predominaba la cultura académica por la propia conformación del SIIDETEY, pero también se dieron procesos de vinculación entre las Instituciones de Educación Superior y las empresas como el sector de las tecnologías de la información y la comunicación, agrícola, agroindustrial y de energías renovables.
La construcción de las primeras instalaciones inicia en 2009. En la primera fase de implementación del parque el Gobierno estatal encuentra en algunos instrumentos federales fuentes de financiamiento, sobre todo en los manejados por el Conacyt y la Secretaría de Economía. Recursos provenientes de FOMIX, el FORDECyT, y también del PEI y de PROSOFT, permitieron la construcción del parque. Es así como se edifican la Biblioteca, a cargo de la Secretaría de Educación del Estado, además del Banco de Germoplasma y la Unidad Productora de Semillas, a cargo del Centro de Investigación Científica de Yucatán.
Si bien, el Parque Científico y Tecnológico de Yucatán fue el número 19 en el país, fue el primero en la región sureste de México. En la actualidad, destaca por ser el único que reúne a instituciones públicas y privadas que trabajan en investigaciones para resolver problemas regionales y que a su vez vincula a la academia con el sector empresarial.

#### Economía
Durante el quinquenio de Ivonne el país enfrentó dos crisis económicas, la crisis financiera global de 2008 y la crisis económica generada por la pandemia de la Influenza AH1N1 en 2009. Particularmente la pandemia de la Influenza AH1N1 tuvo un impacto en el turismo, una de las principales actividades económicas de Yucatán. Esta situación ocasionó una caída de la economía y tuvo como punto más bajo el primer trimestre de 2009, con un PIB de -4.1%. Posteriormente, el PIB tuvo una recuperación constante que le permitió al estado llegar a un crecimiento de 6.2% en el tercer trimestre de 2012, cuando en el país fue de un 2.8%. En gran medida la recuperación económica estuvo vinculada a la inversión que realizó el Gobierno del Estado para reactivar el turismo, así como la implementación de distintas estrategias para la creación de nuevos empleos, logrando ubicarse como una de las 5 entidades con menor desempleo en el país.

#### Gran Museo del Mundo Maya
Durante 2011 inició la construcción del Gran Museo del Mundo Maya con la misión de difundir, promover y fortalecer la identidad y la cultura Maya. El museo fue inaugurado por Ivonne en septiembre de 2012 y ha recibido distintos premios desde entonces como el Partnership Award 2012 en Londres, Inglaterra, el Gran Premio Internacional de la XII Bienal de Arquitectura de Costa Rica, el premio al Social Deal of the Year 2013 de los World Finance Awards, el Premio Iberoamericano CIDI Obra Emblemática del año 2013 en Arquitectura, Interiorismo, Diseño, Museografía, Iluminación y Edificación en la categoría Cultura, y el galardón de los Leading Cultural Destination Awards 2015.

#### Evaluación
En los primeros meses de su gestión, en noviembre de 2007, Ivonne recibió una calificación de 76 puntos por parte de los yucatecos de acuerdo a un estudio realizado por GCE y al finalizar su gobierno en septiembre de 2012, también en un estudio realizado por GCE, Ivonne se encontraba entre los 10 gobernadores mejor evaluados del país, con una calificación de 64.5.

### Controversias como Gobernadora

#### Deuda pública de Yucatán
Al final de su gestión, la deuda pública estatal era de dos mil 288 millones 213 mil pesos. Con esa cifra, Yucatán ocupaba el lugar número 5 entre los estados mexicanos menos endeudados. Algunos grupos de opinión hicieron cuestionamientos, por lo cual el gobierno de Ivonne determinó elaborar por primera vez en la historia del Estado un libro blanco de deuda, que fue puesto a disposición de toda la población.

#### Hospital en Tekax, Yucatán
Al recibir el gobierno, Ivonne heredó diversos edificios inconclusos por parte de la administración anterior entre ellos tres hospitales: el Hospital Regional de Alta Especialidad, el Hospital General de Valladolid y el Hospital de Tekax, así como el nuevo edificio de la Secretaría de Seguridad Pública. Durante la gestión de Ivonne, fueron corregidas las fallas detectadas y solventadas las observaciones de la Secretaría de Salud federal. Se terminó la construcción y se pusieron en funcionamiento dos hospitales: el Regional de Alta Especialidad que brinda servicio a toda la Península, y el General de Valladolid; también se concluyó la construcción y se puso en funcionamiento el edificio de seguridad pública.
El Hospital de Tekax, que era la única obra inconclusa heredada que faltaba por terminar, estaba al 80% de su construcción y los recursos para concluirlo fueron autorizados por la Cámara de Diputados desde 2011, pero la Secretaría de Hacienda y Crédito Público informó que no enviaría el recurso al gobierno de Yucatán por cuestión de tiempos electorales, motivo por el cual no pudo ser concluido.
Fue hasta 2016, ya durante el gobierno de Rolando Zapata Bello, que el gobierno federal autorizó una nueva inversión de 80 millones de pesos para concluir la construcción del hospital, el cual entraría en operaciones a finales de 2016.

#### CRIT- Teletón
En 2007, Ivonne envió una iniciativa al Congreso Local para que durante 10 años, a partir del año 2008, se destinaran anualmente 8 millones de UDIS (Unidades de Inversión) que equivalen a unos 30 millones de pesos, para la construcción y financiamiento de un "Centro de Rehabilitación Infantil Teletón (CRIT)" de Fundación Teletón México. El gasto total durante los 10 años fue equivalente a unos 300 millones de pesos, siendo el gobierno de Yucatán el principal benefactor de los niños que ahí son atendidos.
A los 10 años de su creación, el CRIT Yucatán reportó que ha ofrecido 820 mil 589 servicios a 9 mil 800 pacientes de entre 0 y 18 años de edad, con diversas discapacidades. Al concluir el convenio autorizado por el Congreso, en noviembre de 2018 el gobierno de Yucatán a cargo de Mauricio Vila Dosal redujo la aportación económica en un 70%.

#### Conciertos en Chichén Itzá
En 2007, Chichén Itzá fue elegida como una de las Siete Maravillas del Mundo Moderno en una votación internacional convocada por la empresa New World Corporation. En consecuencia, el gobierno de Ivonne Ortega Pacheco, que recién había empezado, determinó realizar promoción permanente del sitio arqueológico para aprovechar el impulso internacional.
Como parte de la promoción, se efectuaron los siguientes eventos:
- Concierto de las Mil Columnas, ofrecido en octubre de 2008 por el tenor español Plácido Domingo, la soprano puertorriqueña Ana María Martínez y el cantautor yucateco Armando Manzanero.[64] El evento fue cuestionado por las autoridades del INAH porque se consideraba que el aforo podría dañar a la zona arqueológica, por lo cual se llegó a un acuerdo para que los asistentes no fueran más de seis mil.[65]
- Concierto de la Pirámide, realizado en noviembre de 2009 con la cantante Sarah Brightman acompañada por la Orquesta Sinfónica de Yucatán.[66]
- Concierto La Noche del Sol, presentado en abril de 2010, con el cantautor británico Elton John.[67][68][69]
- Para 2012, se había previsto un concierto con el cantautor británico Paul McCartney, y a pesar de que las negociaciones con el artista iban por buen camino,[70] el evento no se pudo realizar por restricciones de tiempos electorales.[71]

#### Programas de televisión
A partir de 2009, la economía nacional y local, específicamente el sector turismo, sufrió fuertes afectaciones por la pandemia del virus de influenza AH1N1. Para evitar una mayor depresión de la actividad turística en Yucatán, el gobierno de Ivonne apostó, entre otras acciones, a la promoción vía televisión. En ese sentido, se realizaron las siguientes emisiones:
- 2009. Telenovela "Sortilegio" de Televisa, producida por Carla Estrada y grabada en varios municipios de la entidad.[72][73][74][75][76]
- 2009. Certamen "Nuestra Belleza México".[77]
- 2009. Telenovela "Vidas Robadas" producida por Georgina Castro y Fides Velasco para TV Azteca.[78]
- 2010. "Espacio 2010", de Televisa.[79]
- 2011. Telenovela "Abismo de pasión" de Televisa, producida por Angelli Nesma Medina y grabada en varios municipios de la entidad.[80]

#### Matrimonio igualitario y aborto
En 2009, la organización católica "Red Pro Yucatán", integrada por grupos conservadores, presentó una iniciativa al Congreso local para modificar la Constitución con el objetivo de reconocer al matrimonio como “la unión de un hombre y una mujer”, lo que en los hechos niega el matrimonio civil a las parejas de homosexuales. Esta era la primera iniciativa ciudadana en la historia de Yucatán.
El Congreso aprobó la iniciativa con el voto de 24 de 25 diputados. De esta manera, se impide el enlace entre personas del mismo sexo y además se penaliza el aborto, ya que las mujeres que aborten sin causa justificada (pobreza, tener más de cuatro hijos, enfermedad grave o riesgo para la vida de la madre) podrían ser condenadas a pasar de dos meses a un año en prisión.
En la modificación al artículo 94 de la Constitución Política de Yucatán y en el apartado correspondiente del Código Civil se estipula que el matrimonio como el concubinato en Yucatán solamente pueden concurrir entre “un hombre y una mujer".

#### Palacio de la Civilización Maya
En diciembre de 2009, el gobierno de Yucatán inició en Yaxcabá, a 11.5 kilómetros de Pisté (Chichén Itzá), la construcción del Palacio de la Civilización Maya, un atractivo turístico con presentaciones interactivas acerca de la cultura maya, y actividades que le valieron ser llamado el proyecto de “Disneylandia Maya”. La inversión inicial fue de 90 millones de pesos en la primera etapa.
El proyecto cuenta con 520 mil metros cuadrados para desarrollar. En la primera etapa se construirían el estacionamiento y las bases para 5 edificios, con un costo estimado de 70 millones de pesos. Para la segunda y tercera etapa se dijo que un presupuesto de 140 millones de pesos serían necesarios. 
Al concluir la gestión de Ivonne, el gobierno estatal entrante declaró su intención de continuar el proyecto. Sin embargo, en los hechos lo abandonó, y para noviembre de 2014 los 13 mil metros cuadrados ya construidos en el complejo, lucían abandonados.

#### Gran Museo del Mundo Maya
Con un 90% de avance en la obra, el Gran Museo del Mundo Maya fue inaugurado en septiembre de 2012 por Ivonne Ortega. Ortega Pacheco informó que el costo total del edificio sería de 411 millones de pesos. Sin embargo, el gobierno del Estado tendrá que pagar por la construcción y operación del Gran Museo del Mundo Maya 4,643 millones, pagaderos a 21 años, a razón de 221.1 millones al año, según información obtenida por Mayaleaks, basada en documentos oficiales.

### Secretaria General del PRI
Después de finalizar su gestión como gobernadora, en diciembre de 2012 Ivonne fue nombrada secretaria general del PRI. Durante su periodo en la Secretaría General, Ivonne creó el movimiento “Una a Uno” para promover que mujeres y hombres participen en igualdad de condiciones en el desarrollo de México.
Fue también durante su periodo que entró en vigor la reforma que garantizaba candidaturas paritarias, por lo que desde su posición impulsó la participación de más mujeres en su partido.

### Diputada federal LXIII Legislatura
En 2015, Ivonne fue elegida como diputada federal por el Principio de Representación Proporcional. Fue la primera mujer en presidir la Comisión de Comunicaciones y además, fue integrante de la Comisión de Puntos Constitucionales y de la Comisión de Régimen, Reglamentos y Prácticas Parlamentarias.
Ivonne pidió licencia para separarse de su cargo por tiempo indefinido en enero de 2017 y así poder dedicarse de lleno a su proyecto Hazlo por México, una plataforma a través de la que convocaba a ciudadanos a tomar acción para generar cambios en el país.

### Aspirante a la presidencia de la República
En enero de 2017 Ivonne hizo pública su aspiración a la candidatura para presidente de la República en una entrevista con el periodista Carlos Loret de Mola. Anunció también que empezaría a recorrer el país, como parte de su proyecto presidencial, mismo que aterrizaría en su movimiento nacional Hazlo por México.
Rumbo al proceso interno del partido, Ivonne exigió que la candidatura se definiera a través de una consulta abierta a la base militante, alegando que el PRI solamente podría construir una candidatura fuerte a la presidencia de México si la o el abanderado surgía de un proceso abierto. Sin embargo, el 1 de diciembre de 2017 hizo pública su decisión de no inscribirse en el proceso interno, a pesar de haber reunido las firmas de 1.4 millones de militantes que respaldaban su aspiración. En el anuncio Ivonne dio su respaldo a José Antonio Meade Kuribreña como candidato del PRI y le entregó las firmas que recabó.

### Ruptura con Enrique Peña Nieto y renuncia al PRI
Ivonne realizó distintas acciones que se interpretaron como una ruptura con el entonces presidente Enrique Peña Nieto así como con la dirigencia del PRI.

### Votación a favor del matrimonio igualitario
En noviembre de 2016, con 19 votos en contra, 8 a favor y una abstención, los integrantes de la Comisión de Puntos Constitucionales de la Cámara de Diputados desecharon la iniciativa del presidente de la República que avalaba los matrimonios igualitarios y permitía la adopción entre los mismos. El grupo parlamentario del PRI votó en contra de la iniciativa, sin embargo Ivonne Ortega y Benjamín Medrano, ambos priistas, votaron a favor de la iniciativa con lo que generaron una división al interior de la bancada.

### Crítica a Enrique Peña Nieto por gasolinazo
Al inicio del año 2017 en el país incrementó el precio de la gasolina hasta en un 20%. Tras el gasolinazo el presidente de México, Enrique Peña Nieto, se dirigió a la nación con un mensaje donde explicó las razones del incremento y preguntó a los ciudadanos “¿qué hubieran hecho ustedes?”.
Ivonne respondió en un tono crítico la pregunta del presidente a través de un video donde sugirió 10 acciones que ella hubiera tomado en su lugar.
Tras su crítica al gasolinazo pidió licencia como diputada federal y dio a conocer que presentaría una iniciativa de ley ciudadana a la que llamó “Firma por tu bolsillo”, en la que proponía reducir al 50% el IEPS a los precios de las gasolinas. En febrero, presentó la iniciativa ciudadana acompañada de 404,324 mil firmas que fueron recolectadas en distintas partes del país en el transcurso de dos semanas.

### Candidata a la presidencia nacional del PRI
En junio de 2019 Ivonne Ortega se registró como candidata a la Presidencia del PRI en fórmula con José Encarnación Alfaro, quien se registró como candidato a la Secretaría General. En el registro, Ivonne reveló que recibió amenazas para retirarse de la contienda y que hubo bloqueos para impedir que cumpliera con los requisitos.
La elección se llevó a cabo el 11 de agosto, se instalaron 6 mil casillas en todo el país donde los militantes pudieron emitir sus votos. Durante la jornada electoral, a través de sus redes sociales Ivonne evidenció irregularidades en las casillas a favor de Alejandro Moreno. Al final de la jornada, los resultados favorecieron a Moreno Cárdenas.

### Renuncia pública al PRI
Después de participar en la elección interna por la presidencia del partido, en agosto de 2019, Ivonne hizo pública su renuncia al PRI después de 29 años de militancia. Lamentó que las malas prácticas llevaran a este instituto político a la extinción. Aseguró que seguiría en la “lucha por México y por la democracia” y declaró a través de un video en sus redes sociales que en la elección interna se vivió una de las jornadas más vergonzosas en la vida democrática del PRI y del país.

### Integración a Movimiento Ciudadano
El 21 de octubre Ivonne se incorporó a Movimiento Ciudadano. Como parte de la dirigencia nacional, asumió la Coordinación Nacional para el Empoderamiento Ciudadano.

## Formación Académica

### Primeros años y licenciatura
A los 12 años Ivonne tuvo que dejar la secundaria por falta de recursos económicos. Años después, terminó la secundaria y el bachillerato a través del sistema de educación abierta.
En 2013, después de terminar la licenciatura en la modalidad semipresencial, recibió su título de licenciatura en Derecho por el Centro Universitario de España y México.

### Maestría
Ivonne estudió una maestría en Políticas Públicas Comparadas, FLACSO México, en la que desarrolló y presentó su tesis titulada “Análisis de la Legislación con Perspectiva de género y el Progreso Social de las Mujeres”.

### Doctorado
Ivonne estudia un doctorado en Ciencias Políticas y de la Administración y Relaciones Internacionales, Universidad Complutense de Madrid en modalidad semipresencial.

## Participaciones y conferencias

### Universidad de Harvard
Ivonne impartió una conferencia en Harvard en abril de 2017 titulada "El sueño mexicano: un nuevo modelo de desarrollo para México". Fue invitada por la Asociación de Estudiantes Mexicanos en Harvard.

### Women's Forum
En 2016, Ivonne participó en el panel llamado "Las Mujeres en la Política, una conversación entre líderes democráticos" como parte de las actividades del Women’s Forum. En su participación promovió el impulso de condiciones de igualdad para la participación política de las mujeres.

### V Cumbre Mundial de Comunicación Política
En la cumbre realizada en 2014 en Cartagena de Indias, Colombia, Ivonne Ortega dio una conferencia magistral titulada “Decálogo para ganar elecciones”. En su decálogo compartió experiencias y aprendizajes personales que obtuvo en los distintos procesos electorales en los que ha participado.

### Foro Nueva Economía en Bilbao y Madrid
Ivonne realizó una gira en Bilbao y Madrid en 2013 donde tuvo participaciones en el Foro Nueva Economía. En su participación titulada “El Reto de Armonizar la Política con la Competitividad Económica” Ivonne abordó los retos que enfrentaba el país así como las oportunidades para generar sinergias internacionales.

### Universidad George Washington
Se desempeñó como ponente en dos ocasiones en la Universidad George Washington, la primera en julio de 2012 como parte del seminario “Liderazgo y Gobernanza Eficaz: Innovando en la Política” y la segunda en noviembre de 2013 como parte del seminario “Estrategias para Ganar y Gobernar”. En ambas ocasiones compartió su experiencia como gobernante y su visión electoral.

## Publicación de autobiografía "En El Viejo Sillón"
En 2015 Ivonne Ortega publicó su libro titulado “En el Viejo Sillón”, una autobiografía en la que narra desde su perspectiva personal el trayecto de su vida y su participación en la política del país. Durante la presentación de su libro dijo, “después de escribir el libro lo que menos me considero es escritora, no soy escritora pero sí soy arquitecta de mi propio destino, soy la autora de mi vida y si este libro toca a alguien y puede ayudarle a que sea el autor de su propia vida, este libro habrá cumplido su objetivo”. El libro fue editado por Planeta y tiene 309 páginas.

## Vida personal
Ivonne es madre soltera, tiene un hijo llamado Álvaro Humberto nacido el 21 de mayo de 2013.